# Holland Tunnel
De Holland Tunnel, gebouwd in 1920-1927, is een tunnel onder de Hudson tussen het eiland Manhattan in New York en Jersey City (New Jersey) op het vasteland. De twee tunnelbuizenmet elk twee rijstroken maken deel uit van de snelweg Interstate 78. De tunnel is vernoemd naar de eerste hoofdingenieur van het bouwproject, Clifford Milburn Holland, die stierf voordat het project afgerond was. De onderdoorgang stond aanvankelijk bekend als Hudson River Vehicular Tunnel of Canal Street Tunnel. De Holland Tunnel en Lincoln Tunnel zijn de enige snelwegtunnels onder de Hudson.

## Ontwerp
De tunnel was een van de eerste ter wereld met geforceerde ventilatie, dit vanwege de opkomst van voertuigen met verbrandingsmotoren en de bijbehorende uitlaatgassen. Ventilatie vindt plaats door middel van ventilatoren met een diameter van 24 meter.
De onderdoorgang bestaat uit twee tunnelbuizen met elk twee rijstroken. Ze zijn zes meter breed en 3,80 m hoog. De noordelijke buis, voor verkeer in westelijke richting, is 2.608 meter lang, de zuidelijke buis is 2.551 m lang. Beide liggen in de stenige bodem onder de rivier waarbij het laagste punt van de rijbaan ongeveer 28 meter onder het gemiddelde hoogwater ligt.

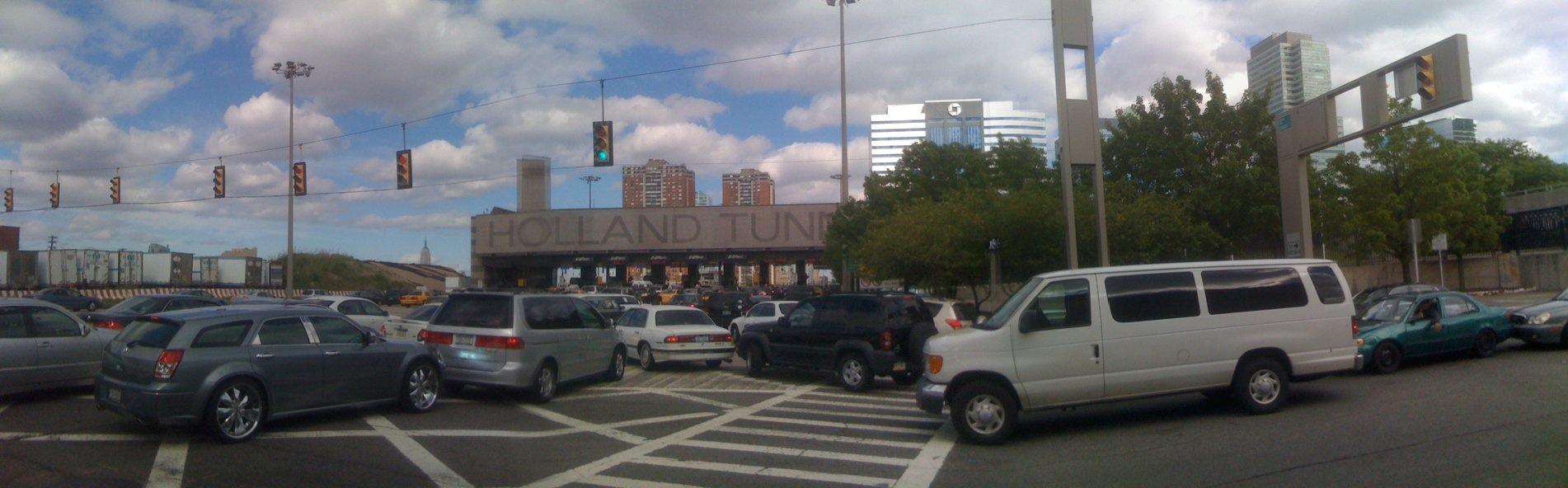
Tolpoort voor de tunnel in Jersey City

Sinds 1993 is de tunnel een National Historic Landmark.
De tunnel is een tolweg, maar alleen verkeer naar Manhattan wordt aangeslagen. Het tolstation heeft negen rijstroken.
- Library of Congress Control Number: sh91003559
- Nationale Bibliotheek van Israël: 987007529997405171
- Virtual International Authority File: 14152682545623312568